# Beaurepaire (Seine-Maritime)
Beaurepaire település Franciaországban, Seine-Maritime megyében. Lakosainak száma 492 fő (2022. január 1.). Beaurepaire Gonneville-la-Mallet, Pierrefiques, Saint-Jouin-Bruneval, Sainte-Marie-au-Bosc és Villainville községekkel határos.

## Népesség
A település népességének változása:
| Lakosok száma | 493  | 494  | 503  | 497  | 494  | 492  | 498  | 493  | 492  |
|               | 2013 | 2015 | 2016 | 2017 | 2018 | 2019 | 2020 | 2021 | 2022 |